# PRIDE (이마이 미키의 노래)
〈PRIDE〉는 일본의 배우 겸 가수 이마이 미키의 12번째 싱글 앨범으로, 1996년 11월 4일 발매되었다. (8cm CD: FLDF-1614) B 사이드 곡은 〈영원한 메모리〉(永遠のメモリー 에이엔노메모리[*])이며, 두 곡 모두 작사, 작곡 및 편곡을 모두 호테이 토모야스가 맡았다.
이 작품은 이마이 미키의 대표 곡이자 본인 최대의 히트 곡이다. 발매 당시 이전 싱글인 〈Ruby〉의 초동 매상을 가뿐히 넘는, 약 2배가량의 매출량을 기록했으며, 11월 18일자 오리콘 싱글 차트에서 1위를 기록한다. 곡은 후지 TV에서 방영되었던 드라마 《도쿠》(ドク)의 주제가로 사용되었는데, 발매 후 드라마가 방영되는 한 달가량 동안 차트 상위권을 유지하다가 작품이 종반에 치닫는 12월 말에 다시 1위에 복귀해 2주 동안 정상을 유지했다. 드라마는 15% 이상의 높은 시청률을 기록했으며, 드라마의 인기만큼이나 사랑받았다.  판매량은 약 160만 장으로 알려져 있다.
이마이가 기록한 세 번째 오리콘 차트 1위 곡이 되며, 1991년에 발표한 〈PIECE OF MY WISH〉 이후로 두 번째로 기록한 밀리언 셀러이다. 그녀는 2006년에 방영된 제57회 NHK 홍백가합전에 처음 출연하면서 이 노래를 선보이는데, 이 때 호테이가 기타리스트로서 함께 출연했다. (이마이와 호테이는 1999년 결혼했다.)

## 수록곡
- 전체 작사 ·  작곡 ·  편곡: 호테이 모토야스

| #            | 제목                                   | 재생 시간 |
| ------------ | -------------------------------------- | --------- |
| 1.           | 〈〈PRIDE〉〉                          | 6:01      |
| 2.           | 〈〈영원한 메모리〉〉 (永遠のメモリー) | 6:09      |
| 3.           | 〈〈PRIDE〉〉 (Instrumental Version)   | 6:01      |
| 총 재생 시간 | 총 재생 시간                           | 18:11     |